# Calephelis arizonensis
Calephelis arizonensis är en fjärilsart som beskrevs av Mcalpine 1971. Calephelis arizonensis ingår i släktet Calephelis och familjen Riodinidae. Inga underarter finns listade i Catalogue of Life.